# NGC 932
NGC 932 is een spiraalvormig sterrenstelsel in het sterrenbeeld Ram. Het hemelobject werd op 29 november 1785 ontdekt door de Duits-Britse astronoom William Herschel.

## Synoniemen
- PGC 9379
- UGC 1931
- MCG 3-7-14
- ZWG 462.14
- NPM1G +20.0087
- IRAS02251+2006